# Bluepoint Games
Bluepoint Games, Inc. é uma desenvolvedora estadunidense independente de jogos eletrônicos localizada em Austin, Texas. O vice-presidente da Bluepoint Games, Andy O'Neil, atuou anteriormente como engenheiro técnico nos títulos Metroid Prime (2002) e Metroid Prime 2: Echoes (2004) da Nintendo of America Inc.

## História
O primeiro título da Bluepoint Games, Blast Factor (2006), foi lançado quando a Sony estreou seu PlayStation 3 e foi um dos dois jogos de PS3 disponíveis para download disponíveis na época.
Em 31 de agosto de 2009, foi anunciado que versões remasterizadas de God of War e God of War II chegariam ao PlayStation 3 como God of War Collection. A Bluepoint Games manipulou o port e o jogo foi lançado em 17 de novembro de 2009 na América do Norte. Ele foi lançado em outras regiões de março a abril de 2010.
Na Tokyo Game Show 2010, foi anunciado que a empresa estaria fazendo um segundo port do título Classics HD, remasterizando jogos de PlayStation 2, como Ico e Shadow of the Colossus como The Ico & Shadow of the Colossus Collection para o PlayStation 3 para lançamento na América do Norte, Japão e Europa em setembro de 2011. Ela também trabalhou com a coleção Metal Gear Solid HD, que inclui versões HD remasterizadas de Metal Gear Solid 2: Substance, Metal Gear Solid 3: Subsistence e Metal Gear Solid: Peace Walker, e foi lançado no dia 8 de novembro de 2011.
A Sony Santa Monica participou do desenvolvimento de PlayStation All-Stars Battle Royale feito pela Bluepoint Games. O jogo foi um dos primeiros a apresentar algumas das funcionalidades da plataforma cruzada da Sony ligando jogadores do PS3 ao PlayStation Vita. A SuperBot Entertainment, desenvolvedora original da versão PS3, criou o jogo usando o Bluepoint Engine. Bluepoint Games foi trazido para desenvolver a parte PlayStation Vita do projeto.
Graças ao co-desenvolvimento bem-sucedido da Bluepoint em PlayStation All-Stars, a Respawn Entertainment e a Electronic Arts selecionaram a Bluepoint como sua parceira de co-desenvolvimento para a versão do Xbox 360 de Titanfall. O trabalho da Bluepoint foi tão louvado que gerou controvérsia. Alguns acreditavam que a Microsoft manteve o projeto escondido para levar os consumidores a comprar seu novo console do Xbox One. Durante a parte inicial do desenvolvimento de Titanfall para Xbox 360, a Bluepoint remasterizou Flower. Flower estava disponível no lançamento do PS4 como título de lançamento de download digital. O remaster da Bluepoint da Flower também foi lançado no PlayStation Vita.
Após Titanfall, a Bluepoint Games remasterizou os três lançamentos de PS3 da franquia Uncharted, trazendo-os para o PS4 através de Uncharted: The Nathan Drake Collection. A coleção também foi lançada como um pacote especial com o PS4 para a temporada de férias de 2015. Muito parecido com a forma como a Bluepoint Games remasterizou Flower durante seu tempo de co-desenvolvimento de Titanfall, durante o desenvolvimento de Uncharted: The Nathan Drake Collection, a Bluepoint remasterizou a versão de PS4 de Gravity Rush Remastered, lançada no Japão e na Ásia no final de 2015 e foi lançada internacionalmente No início de 2016.

## Jogos
| Ano  | Título                                      | Gênero        | Plataforma(s)                  | Notas |
| ---- | ------------------------------------------- | ------------- | ------------------------------ | --- |
| 2006 | Blast Factor                                | Tiro          | PlayStation 3                  | |
| 2009 | God of War Collection                       | Ação-aventura | PlayStation 3                  | Remasterizações de God of War e God of War II |
| 2011 | The Ico & Shadow of the Colossus Collection | Ação-aventura | PlayStation 3                  | Remasterizações de Ico e Shadow of the Colossus |
| 2011 | Metal Gear Solid HD Collection              | Furtivo, Ação | PlayStation 3 Xbox 360         | Remasterizações de Metal Gear, Metal Gear 2: Solid Snake, Metal Gear Solid 2: Sons of Liberty, Metal Gear Solid 3: Snake Eater e Metal Gear Solid: Peace Walker |
| 2012 | PlayStation All-Stars Battle Royale         | Luta          | PlayStation Vita               | |
| 2013 | Flower                                      | Aventura      | PlayStation 4 PlayStation Vita | Remasterização do original |
| 2014 | Titanfall                                   | Tiro          | Xbox 360                       | Conversão do original |
| 2015 | Uncharted: The Nathan Drake Collection      | Ação-aventura | PlayStation 4                  | Remasterizações de Uncharted: Drake's Fortune, Uncharted 2: Among Thieves e Uncharted 3: Drake's Deception                                                      |
| 2015 | Gravity Rush Remastered                     | Ação-aventura | PlayStation 4                  | Remasterização do original |
| 2018 | Shadow of the Colossus                      | Ação-aventura | PlayStation 4                  | Recriação de Shadow of the Colossus |
| 2020 | Demon's Souls                               | RPG de ação   | PlayStation 5                  | Recriação de Demon's Souls |